# Ferdinando Mazzanti
Ferdinando Mazzanti (Roma, vers el 1800 - Torí, 1895) fou un cantor, violinista, compositor i musicòleg italià.
Posseïa una notable biblioteca en la qual s'hi contenia la major part d'obres i manuscrits de Palestrina, i es distingí com a compositor, violinista i cantor.
Va compondre diversos motets, quintets, quartets i trios per a violí, cançons amb acompanyament de piano; a més va deixar sense concloure, un tractat de música.
Va compondre les òperes següents:
- Il tempio di Vesta:
- Composizioni ornamentali di tutti gli stili...;
- La galleria in piazza Colonna;
- La Roma degli italiani;
- Progetto di una stazione principale di transito in Roma....